# Paul Häberer
Paul Häberer (* 20. Juni 1902 in Greiz; † 22. Juni 1978 in Langenenslingen) war ein deutscher Maler.

## Leben und Werk
Geboren als Sohn eines Schornsteinfegermeisters in Greiz, wurde Paul Häberer, nach Volksschule in Greiz und Heimvolkshochschule in Schloss Dreißigacker in Meiningen, Technischer Zeichner in einer Motorradfabrik in Suhl, wo man auf seine Begabung aufmerksam wurde. Mit 20 Jahren begann er das Studium im Staatlichen Bauhaus Weimar (1922–1925). Nach dem Vorkurs bei Johannes Itten und Georg Muche belegte er Kurse bei Wassily Kandinsky und Paul Klee sowie in der Werkstatt für Wandmalerei bei Oskar Schlemmer und Kandinsky. Häberer nahm mit seiner Lithographie-Postkarte "Hausmodell" 1923 an der 1. Bauhaus-Ausstellung teil (heute u. a. im Bauhaus-Museum Weimar, Bauhaus-Archiv Berlin und MoMA New York). Nach dem Abschluss am Bauhaus (1925), zugleich mit der HWK-Gesellenprüfung als Dekorationsmaler, folgten Reisen nach Italien. Nach dem Umzug nach Dresden (1926) wirkte er als selbständiger Maler, erhielt Aufträge für Raumgestaltung, z. B. Großaufträge für Wandmalerei in den Heimvolkshochschulen Schloss Dreißigacker/Meiningen und Schloss Sachsenburg/Frankenberg. Mit der Schließung dieser Bildungseinrichtungen und ihrer Nutzung durch die Nationalsozialisten wurden dort ab 1933 alle seine Spuren getilgt.
Mit der Familiengründung (1928 Heirat mit Johanna Häberer, geb. Zimmermann, 1932 Tochter Uta, 1935 Sohn Eckehard) machte Häberer sich im Elternhaus in Greiz selbständig als Kaufmann im Kunsthandwerk und malte auch. Nach 1933, in der repressiven, angstgeprägten Atmosphäre des NS-Staats, die viele Bauhauskünstler in die Emigration trieb, zog sich der Maler Häberer aus der Öffentlichkeit zurück, flüchtete in die Privatheit: „Seine Bilder hingen nur noch in der eigenen Wohnung (im Schlafzimmer); über das Thema ‚Entartete Kunst‘ wurde nur im engsten Familienkreis gesprochen.“ (Tochter Uta Menke, geb. Häberer) Repressalien der Nazis richteten sich auch gegen sein vom Bauhaus geprägtes Kunstgewerbegeschäft.
1941 zum Militärdienst eingezogen, geriet er in russische Gefangenschaft (bis 1949).
Da der Bauhausstil in der jungen DDR der Doktrin des „Sozialistischen Realismus“ nicht entsprach, konnte Häberer wieder nicht autonom und frei malen. Er schuf noch einige Aquarelle und versuchte, sein Kunstgewerbegeschäft als Lebensgrundlage zu erhalten, gegen massive Repressalien wie die Beschlagnahmung seiner Waren aus dem „Westen“ für ein neu gegründetes Konkurrenz-HO-Geschäft in der Nähe. Wegen politischer Probleme und Fluchthilfe für einen Freund, musste er selbst in den Westen fliehen (1958), wo er mit massiven materiellen Schwierigkeiten zu kämpfen hatte. In Bad Cannstatt schlug er sich als Vertreter für Kunsthandwerk wie auch für Stockmar-Wachsfarben durch. Ab 1961 wieder als freischaffender Künstler tätig, kam Häberer in Sehringen bei Badenweiler/Baden (im Haus der Witwe von Oskar Schlemmer) unter. Ab 1963 fand er in Langenenslingen/Baden-Württemberg (ab 1963)  eine eigene Wohnung und  konnte 1964 endlich seine Frau aus Greiz nachholen. Bis zu seinem Tod (1978) hat Häberer hier intensiv malen und seine Bilder auf über zehn regionalen Ausstellungen zeigen können. Nach dem Tod seiner Witwe (1978) wurden die Bilder seines Alterswerkes in Langenenslingen verkauft. Bis auf gut 30 Bilder, die in einer Hand blieben, wurden sie in Privathaushalte verstreut, und so verschwand mit dem Generationswechsel vermutlich auch die Kenntnis über den Maler.
Weil Paul Häberer allen politischen Widrigkeiten des 20. Jahrhunderts ausgesetzt war – Krieg, Gefangenschaft,  repressive, bauhausfeindliche Politik des NS-Staates wie der DDR, die ihn über lange Jahre am kontinuierlichen freien Malen hinderten –, gehört er zu den  vergessenen Malern aus dem Bauhaus, zu einer verlorenen Generation.

## Mitgliedschaften
- Kunstverein Stuttgart
- Internationaler Bodensee-Club e.V. Überlingen

## Ausstellungen 1926–1978 und 2016
- Kunsthütte Chemnitz (1926)
- Galerie Baumbach Dresden
- Ulm (Mai 1960, Initiator: Vorstand der Künstlergilde Ulm, Peter Schwarz)
- Kunsthöfle Bad Cannstatt (August 1960)
- Schloss Kißlegg
- Rathaus Ravensburg
- Kunstverein Stuttgart
- Kunstverein Tuttlingen
- Neues Schloss Meersburg
- Bodensee-Club Überlingen
- Kreissparkasse Riedlingen (1972)
- Kleine Galerie im Elisabethenbad, Stadt Bad Waldsee (1976)
- Sparkasse Riedlingen (4. bis 22. April 1977)
- Sparkasse Ehingen (7. bis 24. Mai 1978)
- Geplante erste Ausstellung in der DDR (Sommer 1978), kam infolge seines Todes nicht mehr zustande.
- Gedenkausstellung: Philosophische Hochschule der Jesuiten, München (11. April bis 15. Juli 2016)